# Kinka Beach
Kinka Beach – miasto w Australii, w stanie Queensland, nad Oceanem Spokojnym.